# Lettera dai fan

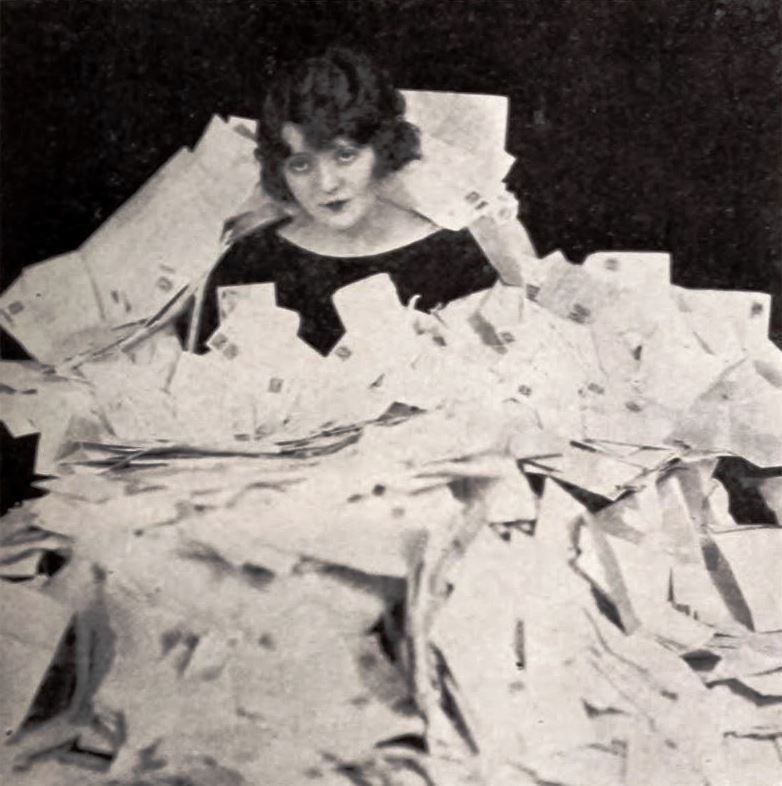
L'attrice statunitense Doris May in mezzo alle lettere ricevute dai suoi ammiratori (1922)

Una lettera dai fan è una missiva rivolta a una personalità pubblica o una celebrità e scritta da un ammiratore della stessa. 
Solitamente, le lettere dei fan sono lettere di incoraggiamento provenienti dai più grandi fan di una data celebrità. Dal momento che, a causa della sua notorietà, la celebrità può ricevere numerose missive e non trova pertanto il tempo per leggerle tutte (alcuni personaggi particolarmente famosi ne ricevono migliaia a settimana), questa può fare affidamento su degli addetti che controllano il loro contenuto al suo posto.
In alcuni casi, vengono dedicate delle rubriche apposite alle lettere ricevute dalle celebrità.